# C'era una volta... la Terra
C'era una volta... la Terra (Il était une fois... notre Terre) è una serie televisiva francese di animazione in 26 episodi, creati da Albert Barillé per gli studi Procidis.
Il cartone fa parte di una collana di sette prodotti intitolata C'era una volta..., di cui costituisce la settima serie.

## Trama
Un maestro di scuola discute assieme ai suoi alunni sui problemi che affliggono la Terra al giorno d'oggi. Emergono temi differenti come l'ecologia, le risorse energetiche, lo sfruttamento minorile, le tecnologie, ecc. Nell'affrontare i diversi temi dapprima se ne spiega la causa e poi si elencano le soluzioni in atto e quelle in fase di sperimentazione.

## Doppiaggio
| Personaggio | Doppiatore francese | Doppiatore italiano |
| ----------- | ------------------- | ------------------- |
| Maestro     | Roger Carel         | Maurizio Scattorin  |
| Pierre      | Roger Carel         |                     |
| Nabot       | Roger Carel         |                     |
| Ali         |                     | Stefano Pozzi       |
| Pierrot     | Olivier Destrez     | Davide Garbolino    |
| Le Gros     | Alain Dorval        |                     |
| Pierrette   | Annie Balestra      | Alessandra Karpoff  |
| Ips         | Annie Balestra      |                     |

## Distribuzione
La serie è andata in onda in prima TV dal 15 dicembre 2008 su Gulli, canale free del DTT dedicato ai bambini, quindi sul canale nazionale France 3 dal 22 dicembre 2008.
In Italia la serie è stata distribuita da Mediaset con la sigla cantata da Cristina D'Avena. La trasmissione è iniziata su Italia 1 il 12 dicembre 2009, ed è stata interrotta il 28 febbraio 2010 dopo soli 12 episodi. Durante le repliche su Hiro, il 24, 25, 26 e 28 luglio 2011 sono andati in onda 4 episodi in prima visione. Infine, il 24 ottobre 2011 sulla piattaforma Premium Net TV sono stati pubblicati gli ultimi 10 episodi inediti. È stata distribuita da Dynit in un cofanetto DVD da dicembre 2020.

## Episodi
| Nº fr. | Nº it. | Titolo francese                     | Titolo italiano                                                     | Prima TV Italia     |
| ------ | ------ | ----------------------------------- | ------------------------------------------------------------------- | ------------------- |
| 1      | 1      | Les héritiers de la planète         | Un pianeta in pericolo / Gli eredi del pianeta Terra                | 12/13 dicembre 2009 |
| 2      | 2      | Climat: le Grand Nord               | Lo scioglimento dei ghiacci / I problemi dell'Artico                | 19/20 dicembre 2009 |
| 14     | 3      | Climat: origines                    | La storia della Terra                                               | 24 luglio 2011      |
| 23     | 4      | Climat: les effets                  | Il riscaldamento globale                                            | 25 luglio 2011      |
| 17     | 5      | Climat, les solutions               | Cercando soluzioni                                                  | 26 luglio 2011      |
| 6      | 6      | Nos énergies s'épuisent             | Energie / L'energia nucleare                                        | 16/17 gennaio 2010  |
| 21     | 7      | Energies: des solutions             | Energie del futuro                                                  | 28 luglio 2011      |
| 3      | 8      | L'eau précieuse en Inde             | L'acqua in India / Gli effetti dell'acqua inquinata                 | 23/24 gennaio 2010  |
| 4      | 9      | L'eau précieuse au Sahel            | In fuga dal deserto / Un nuovo villaggio                            | 2/3 gennaio 2010    |
| 10     | 10     | L'eau précieuse dans le monde       | L'acqua nel mondo / L'acqua: fonte di vita                          | 13/14 febbraio 2010 |
| 5      | 11     | La forêt amazonienne                | La foresta amazzonica / Sulla cima della foresta                    | 26/27 dicembre 2009 |
| 12     | 12     | Forêts du monde                     | Le foreste nel mondo / La foresta del Congo                         | 27/28 febbraio 2010 |
| 8      | 13     | La mer poubelle                     | Il mare in pericolo / Le maree nere                                 | 30/31 gennaio 2010  |
| 13     | 14     | La pêche abusive                    | Pesca insostenibile                                                 | 24 ottobre 2011     |
| 15     | 15     | L'agriculture                       | Due agricoltori molto diversi                                       | 24 ottobre 2011     |
| 11     | 16     | La pauvreté dans le monde           | Povertà e frontiere / Viaggio in Africa                             | 20/21 febbraio 2010 |
| 7      | 17     | Le commerce équitable               | Un commercio più giusto / Un povero coltivatore di caffè            | 9/10 gennaio 2010   |
| 16     | 18     | La biodiversité                     | Convivere con la natura                                             | 24 ottobre 2011     |
| 18     | 19     | Le recyclage                        | Il riciclo dei rifiuti                                              | 24 ottobre 2011     |
| 20     | 20     | Enfants au travail, enfants soldats | Lavoro minorile                                                     | 24 ottobre 2011     |
| 9      | 21     | Les écosystèmes                     | Un habitat per le farfalle / Gloria e tramonto dell'isola di Pasqua | 6/7 febbraio 2010   |
| 19     | 22     | Les femmes dans le monde            | La donna nel mondo                                                  | 24 ottobre 2011     |
| 22     | 23     | La maison et la ville               | Case e città                                                        | 24 ottobre 2011     |
| 24     | 24     | Santé, éducation                    | Cibo e salute                                                       | 24 ottobre 2011     |
| 25     | 25     | Technologies                        | Tecnologie                                                          | 24 ottobre 2011     |
| 26     | 26     | Et demain?                          | Il domani                                                           | 24 ottobre 2011     |